# Avitta
Avitta é um gênero de traça pertencente à família Arctiidae.